# Juan Giuliano
Pour les articles homonymes, voir Giuliano.
Juan Giuliano, né le 26 décembre 1935 à Córdoba (Argentine), est un danseur étoile des théâtres nationaux (Opéra de Paris, Théâtre national de l'Opéra-Comique).

## Biographie

### Danseur
Juan Giuliano est né le 26 décembre 1935 à Córdoba en Argentine. Il se passionne pour la danse classique et gravit rapidement les échelons de l'école de danse du Théâtre Colón de Buenos Aires. Il est engagé à l'âge de 15 ans dans le corps de ballet du théâtre Sodre Montevideo en Uruguay. Dès lors sa carrière de soliste démarre. Brillant danseur, il accédera très rapidement au rang de danseur étoile en 1954 au théâtre de Rio de Janeiro (Brésil).
Il fait la connaissance de Rosella Hightower en 1956, elle le présentera au marquis de Cuevas, qui l'engagera pour sa compagnie de ballet. Cette rencontre marque son arrivée en Europe. En 1957, il part aux États-Unis à la demande de Janine Charrat pour être son partenaire. Sa soif de rencontres et de voyages le mène, comme artiste invité, dans les compagnies les plus prestigieuses de son époque sur les cinq continents.
En 1963 Georges Auric, alors directeur des Théâtres lyriques et de l'Opéra Comique, l'invite comme danseur étoile pour cette maison. Il est le premier danseur Sud Américain à y être danseur étoile.
Serge Lifar lui octroie le prix Nijinski en 1965 pour son interprétation du ballet Icare, en Suède.
Sa carrière de danseur s'arrête sur un accident en 1973.
|                   | Chorégraphes avec qui l’interprète a travaillé: |
| Argentine         | Michel Borowski, Marguerita Wallman, Aurelio Milloss, A.Sakaroff |
| Uruguay           | Tamara Grigorieva, Roger Fenonjois, Lia Dell'Ara, Ruggiero Brinatti |
| Chili             | Ernest Uthoff, Octavio Cintolesi |
| Brésil            | Aurel Milloss, Nina Verchinina, Tatiana Leskova, Igor Swezzoff, William Dollar |
| Marquis de Cuevas | John Taras, Nicolas Beriosoff (ru), Bronislava Nijinska, George Balanchine, Léonide Massine, David Lichine, Georges Skibine, Anna Ricarda, Edward Kayton, Wladimir Skouratoff, Enrique Martinez, Anton Dolin, Paul Gaubé, Antony Tudor, Janine Charrat |
| Italie            | Aurelio Milloss, Franca Bartolomei, Walter Zappolini |
| Belgique          | Maurice Béjart, Janine Charrat, Jerome Robbins, Herbert Ross |
| Paris             | Michel Rayne, Flemming Flindt, Claude Bessy, Brian Macdonald, John Buttler, Milko Sparembleck, Victor Gsovsky, Wladimir Orlikowski, David Lichine, Joseph Lazzini, Michel Descombay, N. Svereff, William Dollar, Serge Lifar                           |
| USA               | George Balanchine, Leonide Massine, Herbert Ross, José Limon, Vera Kokina, Frederick Franklin, Teddy Shawn |

### Chorégraphe
Malgré une formation académique il a su utiliser différents styles pour ses créations, affirmant un langage qui lui est propre, mis au service des ouvrages.
Il a matérialisé dans sa carrière une centaine de ballets dont les plus importants sont : Les Indes galantes (Opéra Ballet), Boléro, Puccinella, Les créatures de Prométhée, La Symphonie des Psaumes (prix de la meilleure production française de l'année), Le Sacre du printemps, Coppélia, Le Mandarin Merveilleux, Carmina Burana, Histoire du Soldat, etc.

### Metteur en scène d'Opéra
Entre 1973 et 1982, Juan Giuliano met en scène La Dame blanche, Les Pêcheurs de perles, Carmen, Falstaff, Samson et Dalila, Aida, Rigoletto, Herodiades, Faust, Tannhäuser, Goyescas… Mais il met également en scène des Opérettes, ainsi que d'autres ouvrages, dans lesquels les trois disciplines (musique, chant, danse) se mêlent.

### Directeur de ballet
En 1964, Juan Giuliano crée sa première compagnie à Paris. De 1973 à 1983, il restructura et dirigea successivement le Ballet national du Venezuela, le ballet du Théâtre des Arts de Rouen, le Ballet royal de Wallonie (Belgique) et enfin principalement le ballet du Théâtre du Capitole de Toulouse de 1978 à 1984, succédant ainsi à Louis Orlandi.
En 2006, il crée sa deuxième compagnie, le Ballet théâtre de Wallonie.

### Pédagogue et formateur de professeurs
Comme formateur, il est invité dans les plus grands théâtres et compagnies de ballet, pour sa connaissance dans les différentes méthodes qu'il maîtrise (Vaganova, Cecchetti et Bournonville).
Il est également plébiscité par les conservatoires de Toulouse et de Strasbourg.
Il formera plus d'une centaine d'élèves tant à Paris qu'en province, pour l'obtention du diplôme d'état et du certificat d'aptitude à l'enseignement de la danse classique[réf. souhaitée].

## Récompenses et nominations
- 1965 : Prix Nijinski décerné par Serge Lifar pour l'interprétation du ballet Icare.
- 2004 : Chevalier de l’ordre des arts et des lettres.

## Vidéographie
À travers ses vidéos Juan Giuliano a cherché à transmettre un enseignement clarifié, aidant ainsi l'ensemble du professorat classique ainsi que les jeunes élèves se destinant à la pratique de cette discipline.
Son programme se développe sur 12 vidéos qui couvrent :
- depuis l'initiation à la danse... jusqu'à la vie professionnelle
- en passant par comment bâtir des variations
- comment corriger et pourquoi ?
- la résonance du mouvement dans le corps du danseur[3].

## Publications
Il écrit son premier ouvrage au mois de mai 2011, Souvenances de demain,.
Il y retrace son histoire et sa passion. Toujours tourné vers l’avenir il travaille à préserver  la danse et son héritage, pour revenir aux fondements de celle-ci…